# Psilocerea melanops
Psilocerea melanops är en fjärilsart som beskrevs av Robert H. Carcasson 1965. Psilocerea melanops ingår i släktet Psilocerea och familjen mätare. Inga underarter finns listade.